# Вера-Круш (Авейру)
Ве́ра-Кру́ш (порт. Vera Cruz; МФА: [ˈˈve.ɾɐ ˈkɾuʃ]) — колишня парафія в Португалії, в муніципалітеті Авейру. Перебувала у складі округу Авейру.  Входила до регіону Центр. За старим адміністративним поділом, що був чинним до 1976 року, територія парафії належала провінції Берегова Бейра.  Ліквідована 28 січня 2013 року. Увійшла до складу парафії Глорія і Вера-Круш. Площа парафії — 38,80 км², населення — 9657 ос. (2011), густота населення — 248,89 осіб/км²
. Патрон — Животворний Хрест, Діва Марія. Поштовий індекс — 3810. Код  — 010512.

## Назва
- Ве́ра-Кру́с (ісп. і ст.-порт. Vera Cruz) — старопортугальська й іспанська назви.
- Ве́ра-Кру́ш (порт. Vera Cruz) — сучасна португальська назва.

## Географія

Авейру (2013)
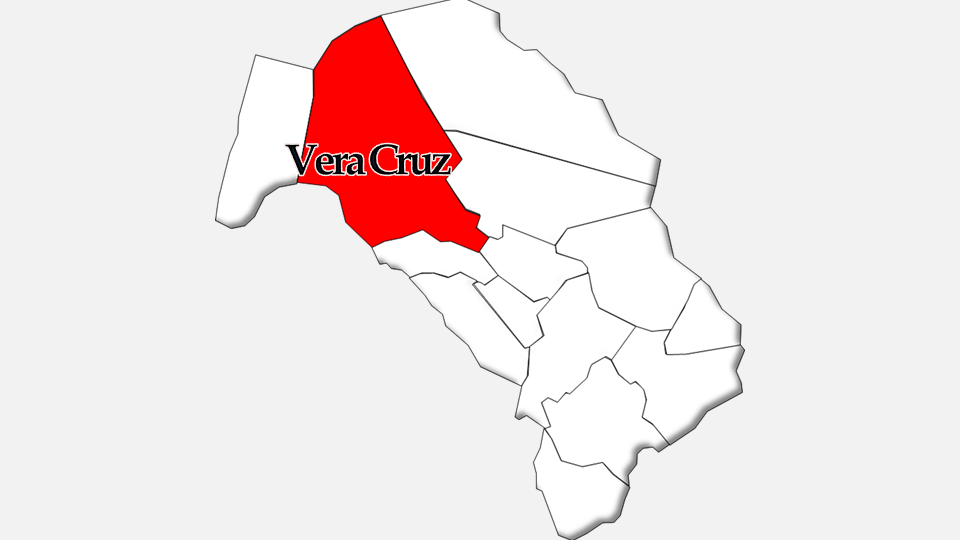
Вера-Круш

## Населення
| Кількість мешканців | Кількість мешканців | Кількість мешканців | Кількість мешканців | Кількість мешканців | Кількість мешканців | Кількість мешканців | Кількість мешканців | Кількість мешканців | Кількість мешканців | Кількість мешканців | Кількість мешканців | Кількість мешканців | Кількість мешканців | Кількість мешканців |
| ------------------- | ------------------- | ------------------- | ------------------- | ------------------- | ------------------- | ------------------- | ------------------- | ------------------- | ------------------- | ------------------- | ------------------- | ------------------- | ------------------- | ------------------- |
| 1864                | 1878                | 1890                | 1900                | 1911                | 1920                | 1930                | 1940                | 1950                | 1960                | 1970                | 1981                | 1991                | 2001                | 2011                |
| 3.305               | 3.613               | 4.567               | 5.277               | 5.806               | 5.789               | 7.005               | 7.974               | 8.981               | 7.787               | 8.442               | 8.926               | 7.059               | 8.652               | 9.657               |